# تاج‌الدین بابا
تاج‌الدین بابا با نام کامل سید محمد بابا تاج‌الدین (۲۷ زانویهٔ ۱۸۶۱ تا ۱۷ اوت ۱۹۲۵) یک استاد هندی مسلمان صوفی بود (قطب). او در ناگپور هند زندگی می‌کرد.

## تولد
تاج‌الدین بابا در ۱۲۶۸ (حقیرا: تقویم مسلمانان) به دنیا آمد. تاریخ مذکور توسط خود تاج‌الدین بابا تأیید شد. بابا از نوادگان حسن بن علی و حسین. نسل دهم مؤسس صوفی نقشبندی از سلسلهٔ بهاءالدین نقشبند بخاری و بیست و دومین نسل از امام شیعیان حسن عسکری. نیاکان بابا از مکه مهاجرت کرده و در مدرس هند سکنی گزیدند و اکثراً در ارتش مشغول به خدمت بودند. بابا در مدرس متولد شد و سپس به کمتی نقل مکان کرد. پدر بابا زمانی که مادرش باردار بود وفات یافت. نام پدر وی حضرت سیدنا مولانا بدرالدین بود. بابا مادر خویش مخدوما محترما سیده اما مریم بی بی صاحبا، را زمانی که کودک بود از دست داد. پدربزرگ مادری وی حضرت شیخ میران بزرگ، پس از مرگ مادرش سرپرستی وی را بر عهده گرفت.

## سال‌های نخست زندگی
تاج الدین بابا کودک یتیمی که توسط مادربزرگ مادری و دایی خود عبدالرحمان بزرگ شد در مدرسه‌ای در کمتی، ناگپور حضور یافت ؛ که در آن جا عبدالله شاه قادری را ملاقات نمود و به موجب آن، تشرف بابا در مسیر معنوی آغاز گردید.
سید عبدالله شاه صاحب که قدیس سالک مجذوب از سلسلهٔ صوفی قادری بود در مورد بابا به آموزگار خود اشاره می‌کند که: «هیچ نیازی به آموزش این پسر نیست، وی از پیش فردی فاضل است». او همچنین به تاج الدین بابای جوان میوه خشک و آجیل به عنوان موهبت خود می‌داد که گفته می‌شود این کار به منظور قرار دادن پسر جوان در حالت مداومی از خلسه معنوی بود. بابا تحصیلات خود را تکمیل کرد و اردو، انگلیسی، عربی، و فارسی را مطالعه نمود.

## شجرهٔ خانوادگی
- ۱. محمد
- ۲. علی بن ابی‌طالب و فاطمه زهرا
- ۳. حسن مجتبی
- ۴.  سجاد
- ۵. محمد باقر
- ۶. جعفر صادق
- ۷. موسی کاظم
- ۸. علی بن موسی الرضا
- ۹. محمد تقی
- ۱۰. علی النقی
- ۱۱. حسن عسکری
- ۱۲. سید علی اکبری
- ۱۳. سید محمد محمود جاما
- ۱۴. سید عبدالله تقی خلوتی
- ۱۵. سید حسین محمد تقی بولاکی صاحب
- ۱۶. سید عبدالله شعبان صاحب
- ۱۷. سید حسین اکبر قاسم صاحب
- ۱۸. سید حسین زین العابدین لقب- محبوب صاحب
- ۱۹. سید کمال الدین عبدالله بخاری
- ۲۰. سید برهان ادین شاه صاحب
- ۲۱. امیر سید میر جلال الدین بوخاری
- ۲۲. امیر سید محمد عبدالله بوخاری
- ۲۳. خواجه بهاءالدین نقشبند بخاری[۶]
- ۲۴. سید علاءالدین شاه صاحب
- ۲۵. سید عماءالدین شاه صاحب
- ۲۶. سید کمال الدین شاه صاحب
- ۲۷. سید نصیرالدین شاه صاحب
- ۲۸. سید جمال احمد شاه صاحب
- ۲۹. سید محی الدین سیا شاه صاحب
- ۳۰. سید عبداقادر شاه صاحب
- ۳۱. حسید علی شاه قادر
- ۳۲. سید حیدر شاه صاحب
- ۳۳. سید بدرالدین شاه صاحب
- ۳۴. سید محمد بابا تاج الدین بدرالدین اولیا